# Séisme de 2018 aux Fidji
 (juillet 2021).
Séisme de 2018 aux Fidji est un tremblement de terre qui s'est produit dans les eaux près des Fidji le 19 août 2018. La magnitude était de M8,2. Il y a eu un tremblement de terre de M7,9 le 6 septembre.